# Opharus muricolor
Opharus muricolor là một loài bướm đêm thuộc phân họ Arctiinae, họ Erebidae.